# Compsobuthus garyi
Espèce
Compsobuthus garyi est une espèce de scorpions de la famille des Buthidae.

## Distribution
Cette espèce est endémique de la province du Khouzistan en Iran.

## Étymologie
Cette espèce est nommée en l'honneur de Gary Allan Polis.

## Publication originale
- Lourenço & Vachon, 2001 : « A new species of Compsobuthus Vachon, 1949 from Iran (Scorpiones: Buthidae). » Scorpions 2001 In Memoriam Gary A. Polis, British Arachnological Society, p. 179-182.